# Reichenstraße 39 (Quedlinburg)

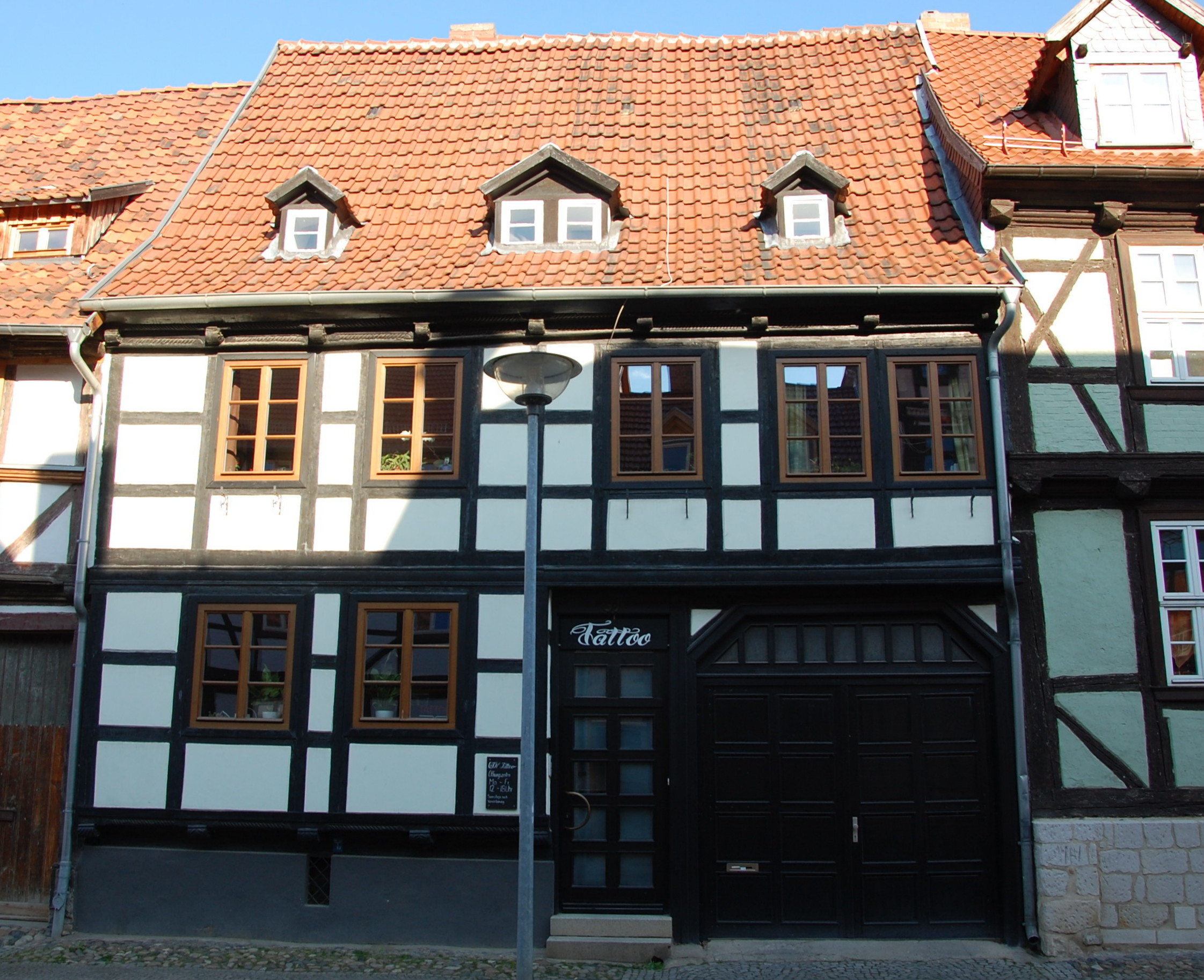
Haus Reichenstraße 39

Das Haus Reichenstraße 39 ist ein denkmalgeschütztes Gebäude in der Stadt Quedlinburg in Sachsen-Anhalt.

## Lage
Es befindet sich im nördlichen Teil der historischen Quedlinburger Neustadt und gehört zum UNESCO-Weltkulturerbe. Das Gebäude ist im Quedlinburger Denkmalverzeichnis als Ackerbürgerhaus eingetragen. Nördlich grenzt das gleichfalls denkmalgeschützte Haus Reichenstraße 38, südlich das Haus Reichenstraße 40 an.

## Architektur und Geschichte
Das zweigeschossige Fachwerkhaus stammt in seinem Kern aus der zweiten Hälfte des 16. Jahrhunderts. Aus dieser Zeit stammen auch die an der Fassade befindlichen Verzierungen wie Taustab und Balkenköpfe in Walzenform mit Kerbschnitt an der Traufe und der Saumschwelle.
Im 18. Jahrhundert erfolgten Umbauten. Hierbei wurden auch die Gefache mit Zierausmauerungen versehen.
Im 20. Jahrhundert war zeitweise der Quedlinburger Kunstschmied Wolfskamp im Gebäude ansässig.